# Ray Hornberger
Raymond Arthur Hornberger, detto Ray (Filadelfia, 23 dicembre 1898 – Filadelfia, 28 maggio 1976), è stato un calciatore statunitense, di ruolo centrocampista.

## Carriera

### Club
Ha sempre giocato nel campionato statunitense.

### Nazionale
Ha partecipato alle Olimpiadi del 1924.